# Municipio de Vernon (condado de Scioto)
El municipio de Vernon (en inglés: Vernon Township) es un municipio ubicado en el condado de Scioto en el estado estadounidense de Ohio. En el año 2010 tenía una población de 2129 habitantes y una densidad poblacional de 23,28 personas por km².

## Geografía
El municipio de Vernon se encuentra ubicado en las coordenadas 38°43′20″N 82°45′3″O / 38.72222, -82.75083. Según la Oficina del Censo de los Estados Unidos, el municipio tiene una superficie total de 91.44 km², de la cual 91,07 km² corresponden a tierra firme y (0,4 %) 0,36 km² es agua.

## Demografía
Según el censo de 2010, había 2129 personas residiendo en el municipio de Vernon. La densidad de población era de 23,28 hab./km². De los 2129 habitantes, el municipio de Vernon estaba compuesto por el 97,89 % blancos, el 0,05 % eran afroamericanos, el 0,47 % eran amerindios, el 0,05 % eran asiáticos, el 0,23 % eran de otras razas y el 1,32 % eran de una mezcla de razas. Del total de la población el 0,75 % eran hispanos o latinos de cualquier raza.